# Bande dessinée australienne

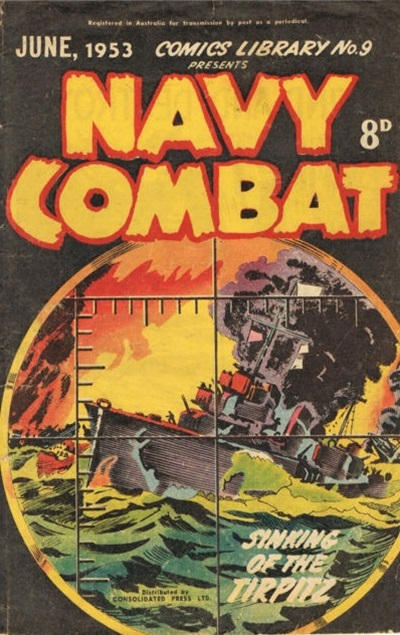
Couverture de Navy Combat "Sinking of the Tirpitz" (Juin 1953), illustré par Virgil Reilly.

La bande dessinée australienne existe depuis le début du XXe siècle. Elle est marquée par l'influence américaine, bien que la création locale connaissance des pics de production périodiques (années 1930-1940, années 1970). Shaun Tan est dans les dernières années le seul auteur à avoir obtenu une reconnaissance internationale.

## Documentation
- (en) Tony Burrows (dir.) et Grand Stone (dir.), Comics in Australia and New Zealand : The Collection, the Collectors, the Creators, New York, Haworth Press (en), 1994, 115 p. (ISBN 1-56024-664-2, présentation en ligne).
- Patrick Gaumer, « Australie et Nouvelle-Zélande », Larousse de la BD, Paris : Larousse, 2010, hors-texte p. 15-17.
- (en) Vane Lindesay, The Inked-in Image : A Survey of Australian Comic Art, Melbourne, Heinemann, 1970. Réédition augmentée 1979.
- (en) John Ryan, Panel by Panel : A History of Australian Comics, Sydney, Cassell Australia, 1979.